# عصفر

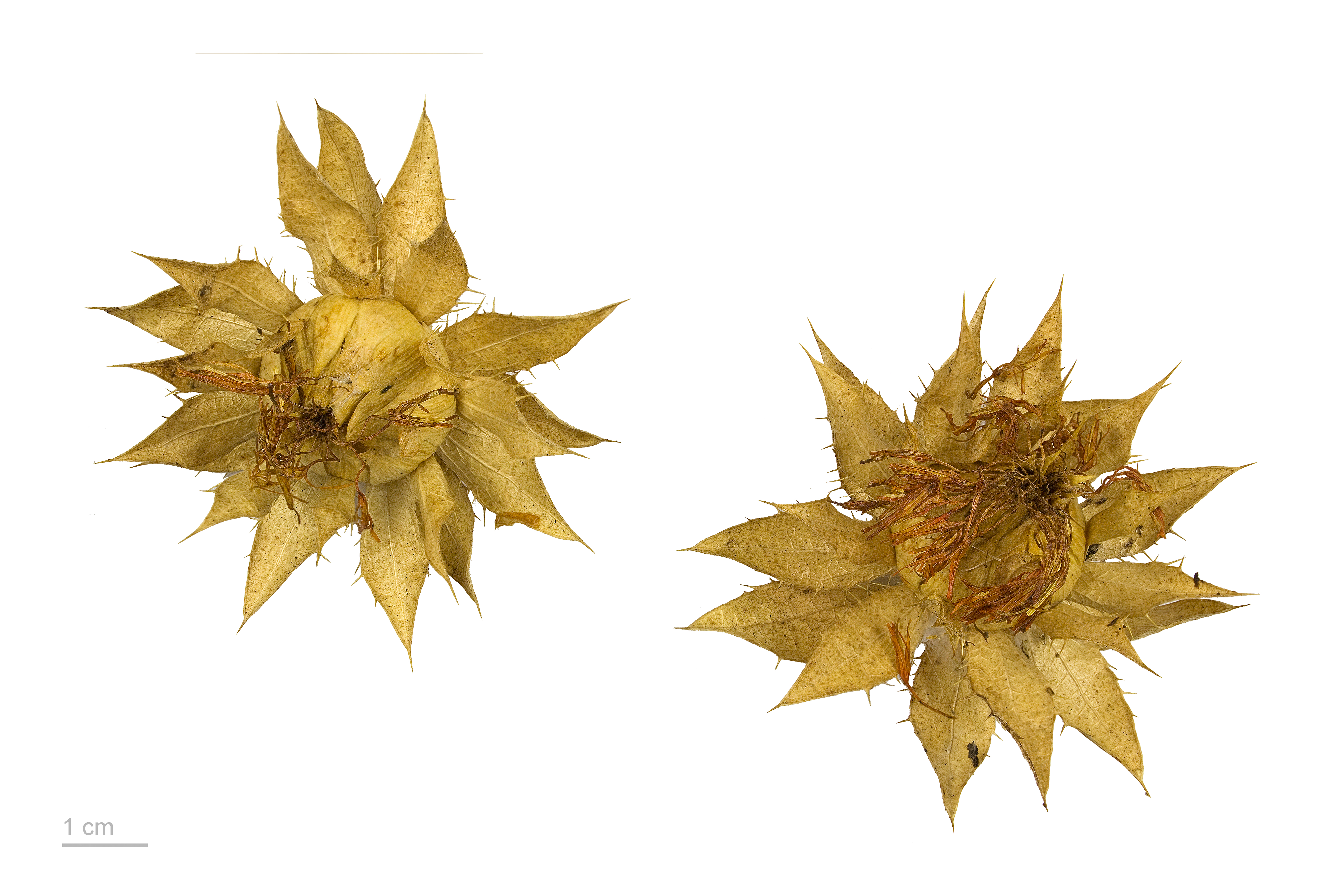
زهرة العصفر

قرطم الصباغين أو عُصْفُر أو قرطم أو أحريض أو الجُرْجُوم أو صبغ اللوزينة أو البهرمان أو جوزر (بالإنجليزية: Safflower)‏ هو زهرة القرطم المصبوغ هو نبات من الفصيلة النجمية.
يستعمل لصبغ الأكل وله فوائد طبية. الجزء المستعمل من النبات هو أمتعة أزهار العصفر. يكون لون العصفر أصفر أو أحمر وحسب نوع الزهرة.يتراوح طول النبتة ما بين 30 إلى 150 سنتيمتر(12 إلى 59 إنش).

## الموطن الأصلي
تصنف الأصناف المزروعة في العالم تحت الأجناس التالية ذات المنشأ المختلف والتي قسمت حسب عدد الصبغيات لهذه الأجناس والتي تتوزع جغرافياً بدءً من الشرق الأقصى (الصين – اليابان – كوريا بالإضافة الهند والباكستان وبلجيكا) ومنطقة الشرق الأوسط وشمال أفريقيا وتركيا وأوروبا وسوريا بالإضافة إلى روسيا وإثيوبيا